# 玉山木姜子
玉山木姜子（学名：Litsea morrisonensis）为樟科木姜子属下的一个种。